# La spina del diavolo
La spina del diavolo (El espinazo del diablo) è un film del 2001 scritto e diretto da Guillermo del Toro, ambientato in Spagna nel 1939, durante l'ultimo anno della guerra civile spagnola.

## Trama
Spagna, 1939. Sono gli ultimi giorni della sanguinosa guerra civile spagnola; Casares e Carmen gestiscono un piccolo orfanotrofio in una remota zona del Paese, aiutati dai giovani custodi Conchita e Jacinto. I due sono in realtà simpatizzanti della fazione repubblicana, alla quale danno aiuto nascondendo in una zona segreta dell'edificio numerosi lingotti d'oro utilizzati per finanziare le battaglie. Probabilmente per questa ragione l'orfanotrofio è stato bombardato dalle truppe di Francisco Franco, ma fortunatamente un ordigno è rimasto inesploso e giace inerte nel cortile.
Un giorno all'orfanotrofio arriva Carlos, un bambino di 12 anni i cui genitori sono morti nel corso degli scontri. Il bambino viene presto coinvolto nella tetra atmosfera che grava sull'istituto: per prima cosa si avvicina a un gruppo di bambini capeggiato da Jaime, un ragazzo dal carattere oscuro e sprezzante con il quale stringerà un'amicizia che alterna sopraffazione reciproca a estrema solidarietà; inoltre ha spesso modo di confrontarsi col custode Jacinto, che dimostra un carattere violento, egoista e malvagio.
Ma soprattutto Carlos percepisce la presenza del fantasma di un bambino, che sembra tormentarlo con oscure minacce e la promessa che "molti dei bambini moriranno presto".
Nei giorni successivi Carlos scopre ulteriori oscuri segreti degli abitanti dell'orfanotrofio: Casares, il direttore, procura soldi all'istituto vendendo un particolare rum usato per conservare i feti di bambini non nati. Casares prova inoltre una forte attrazione per Carmen, ma non ha il coraggio di dichiararsi apertamente; la donna, che tra l'altro ha perso una gamba ed è costretta a indossare una protesi, ha una relazione sessuale con Jacinto. Questi è nell'orfanotrofio sin da quando era bambino, e nutre un visibile odio per l'intero istituto.
Carlos parla inoltre ai suoi amici del fantasma e scopre che loro ne sono già a conoscenza, ma preferiscono non parlarne in quanto un loro amico di nome Santi è sparito la notte stessa in cui fu sganciata la bomba, e attribuiscono la ragione della sparizione al fantasma. Solo Jaime sembra sapere la verità su questa sparizione, nella quale è visibilmente e dolorosamente coinvolto, ma si rifiuta di parlarne.
Un giorno Casares assiste alla brutale esecuzione di alcuni repubblicani, e si rende conto che l'orfanotrofio è in pericolo. Decide così di scappare insieme a tutti gli abitanti dell'istituto. A questo punto Jacinto rivela a Carmen di averla sempre ingannata allo scopo di ottenere l'oro, che però non è mai riuscito a localizzare; quando il giovane reclama con veemenza il tesoro, Casares lo caccia via minacciandolo con un fucile.
Jacinto allora approfitta dei concitati preparativi di evacuazione per spargere benzina intorno all'orfanotrofio, allo scopo di provocare un incendio. Solo la casuale scoperta di Conchita dà agli abitanti un minimo di preavviso, ma nell'esplosione che segue trovano la morte Carmen e molti dei bambini presenti, proprio come aveva previsto il fantasma.
A questo punto Conchita va a cercare aiuto incamminandosi verso il paese più vicino, mentre Casares, gravemente ferito, decide di aspettare Jacinto col fucile in braccio per ucciderlo non appena tornerà a cercare l'oro.
Nel frattempo Jaime confessa a Carlos la verità sulla sparizione di Santi, che era il suo migliore amico: una notte i due erano scappati dal letto per andare a giocare, ma avevano accidentalmente scoperto Jacinto nell'atto di forzare una cassaforte dove costui credeva si trovasse l'oro. Santi era rimasto in vista per permettere a Jaime di fuggire, ma Jacinto lo aveva picchiato causandogli una grave ferita alla testa; per non essere incolpato aveva poi buttato il corpo agonizzante del bambino in una cisterna. Carlos capisce quindi che il fantasma altri non era che lo stesso Santi, il quale non stava cercando di minacciarlo ma di avvertirlo; al loro successivo incontro gli promette quindi che gli porterà Jacinto in modo che possa avere la sua vendetta.
Jacinto sta effettivamente tornando all'orfanotrofio con due complici, e lungo il tragitto uccide Conchita impedendo l'allerta dei soccorsi. Anche Casares muore per le ferite riportate mentre sta di piantone in attesa del nemico. Al loro arrivo Jacinto e i suoi accoliti chiudono i ragazzini superstiti in uno sgabuzzino e si mettono a cercare l'oro. 
Dopo estenuanti e infruttuose ricerche i due complici, impazienti, se ne vanno lasciando Jacinto da solo; l'uomo scopre però i lingotti in uno scomparto segreto della protesi di Carmen. Intanto i bambini riescono a scappare, aiutati da quello che sembrerebbe essere un redivivo Casares; riescono ad attirare Jacinto alla cisterna, dove lo pugnalano con armi improvvisate; infine lo gettano in acqua, dove Santi lo trascina in profondità, riuscendo finalmente a vendicarsi di lui.
I bambini superstiti abbandonano quindi l'orfanotrofio ormai deserto, sotto l'occhio benevolo di Casares, tornato a sua volta come fantasma.

## Curiosità
Guillermo del Toro ha citato La spina del diavolo in vari lavori successivi:
- In Hellboy, quando Broom mostra a Myers la Lancia di Longino, nella stessa vetrata è presente il feto con la spina dorsale esposta preservato nel barattolo di rum di Casares.
- Ne Il labirinto del fauno gli attori di Jaime e Carlos vengono mostrati in una scena fra dei partigiani sconfitti, facendo intendere che sono gli stessi personaggi ma cresciuti e ancora incapaci di sfuggire dagli orrori della guerra. Carlos giace morto, mentre Jaime, ferito e incapace di parlare per un interrogatorio, viene freddato dal capitano Vidal.
- In Crimson Peak uno dei protagonisti, Sir Thomas Sharpe, compare infatti sotto forma di spettro ed il suo design è chiaramente riconducibile a quello del fantasma di Santi. Alla fine dei titoli di coda è presente la seguente frase: El 11 de agosto durante El rodaje de esta película nació Luna, hija de Toni y Elisabeth y niña de todos (tradotto in italiano: "L'11 agosto durante le riprese di questo film è nata Luna, figlia di Toni ed Elisabeth e bambina di tutti").
- Nel suo Pinocchio, la bomba che uccide Carlo viene sganciata con la stessa inquadratura e atmosfera di notte tempestosa come la bomba della scena iniziale de La spina del diavolo, inoltre, simile a Casares, Sebastian il Grillo rivela di avere narrato gli eventi del film dall'oltretomba. L'aspetto di Pinocchio è anche ispirato a Santi, in quanto presenta crepe sulla testa nel punto in cui Santi ha la sua ferita sanguinante.

## Riconoscimenti
- 2002 - Méliès d'argento